# Anastomopteryx angulata
Anastomopteryx angulata är en fjärilsart som beskrevs av Antonius Johannes Theodorus Janse 1951. Anastomopteryx angulata ingår i släktet Anastomopteryx och familjen stävmalar. Inga underarter finns listade i Catalogue of Life.